# Zara (Schuiten)
Deuxième volume de la série Les Terres creuses des frères Schuiten se déroule dans le monde de Zara. L'histoire commence sur une autre planète que Zara où un peuple ne s'arrête jamais de marcher. 

## Publication
- 1re édition parue en avril 1985  (ISBN 2-7316-0352-6)